# Borgholms slottsruin

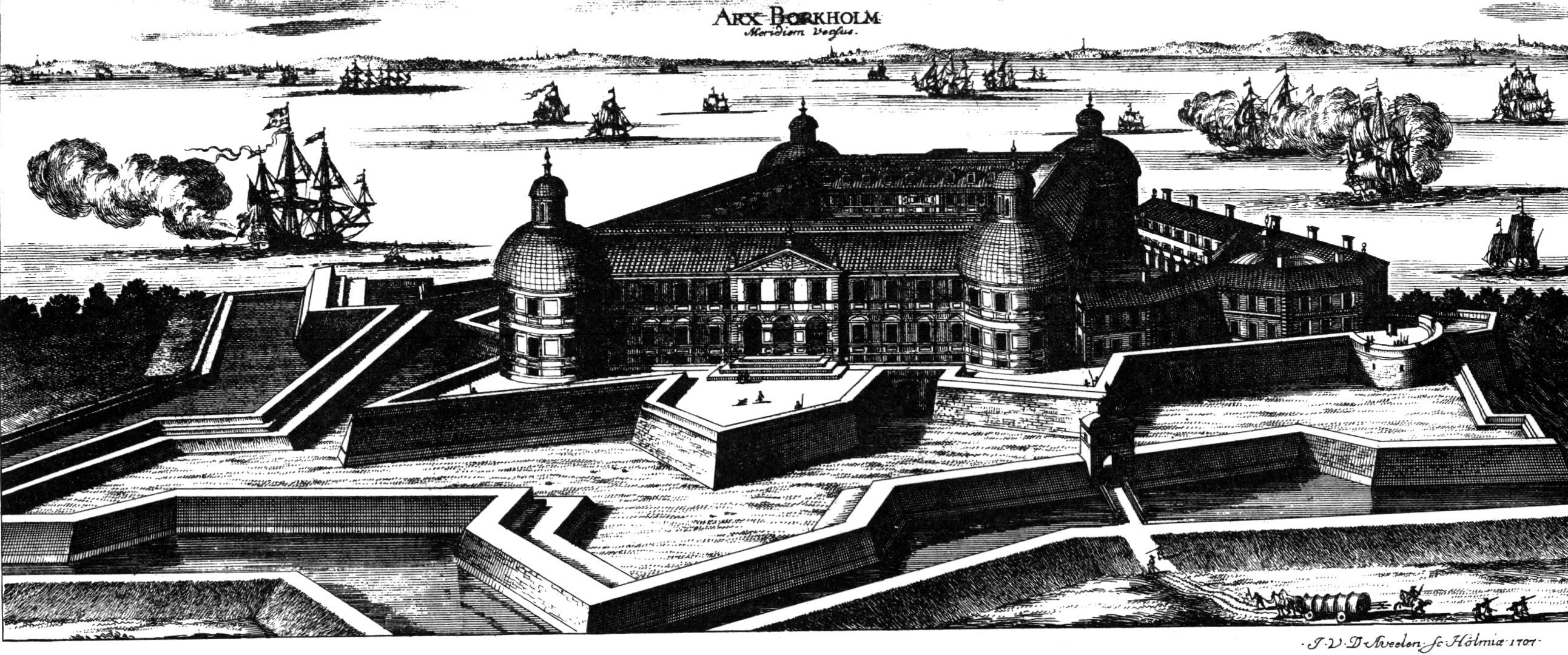
Slottet som det var tänkt att se ut omkring år 1700. Ur Suecia antiqua et hodierna.

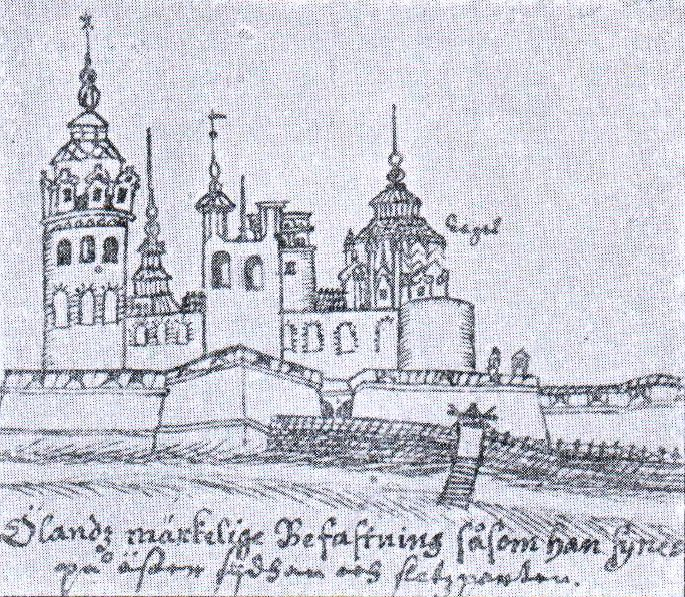
Borgholms slott 1634.

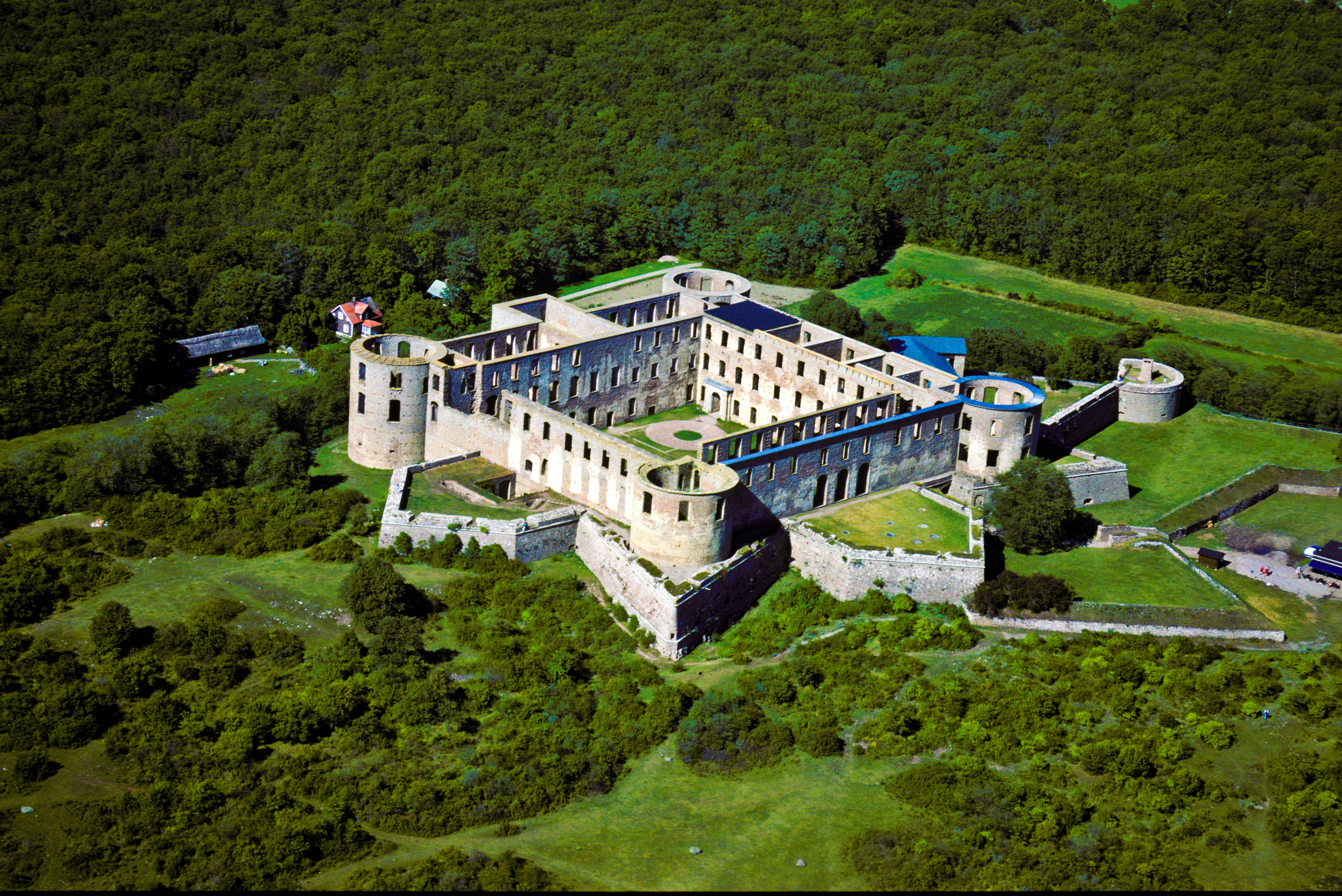
Ruinen från luften.

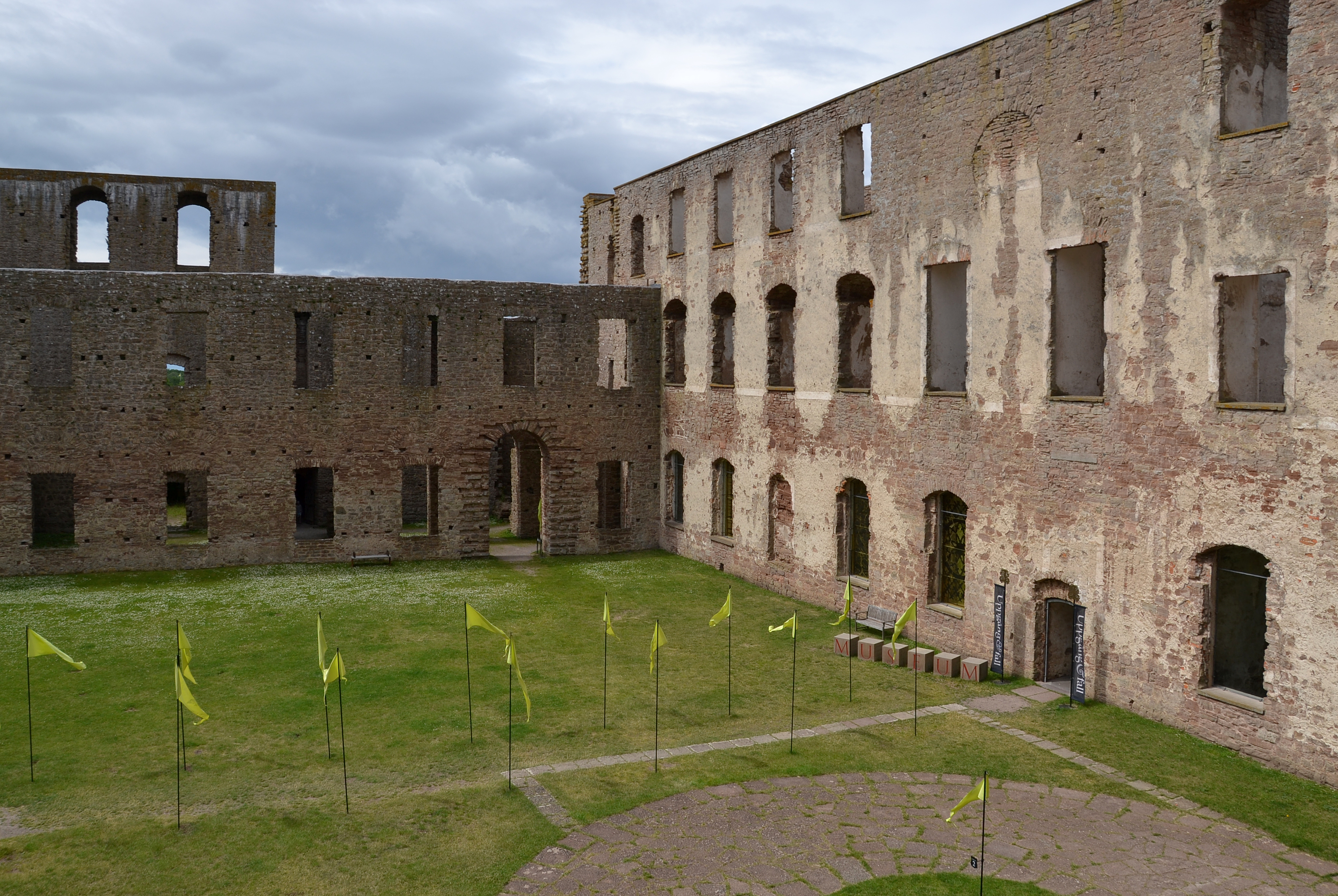
Borggården

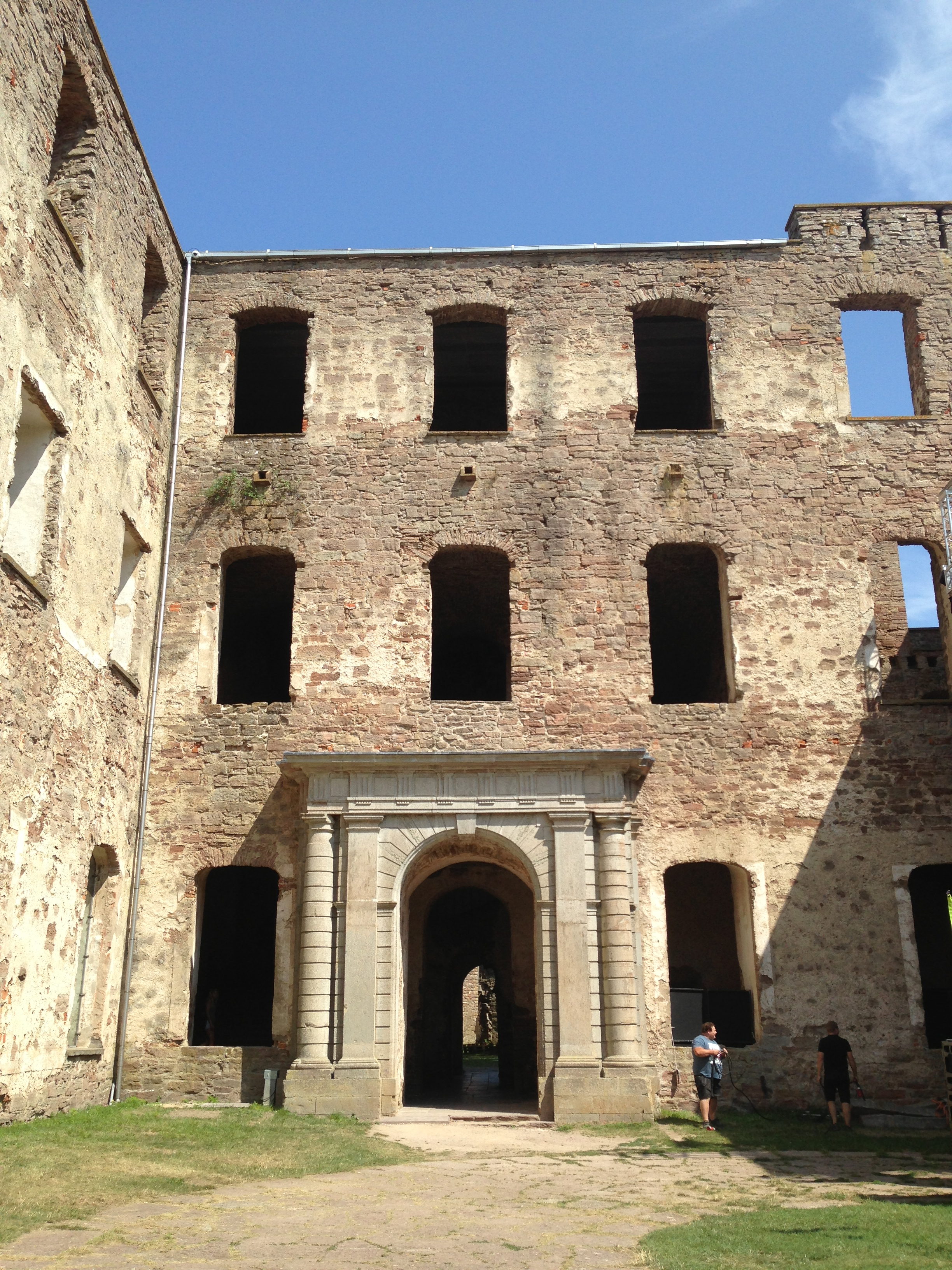
Borgholms slott.

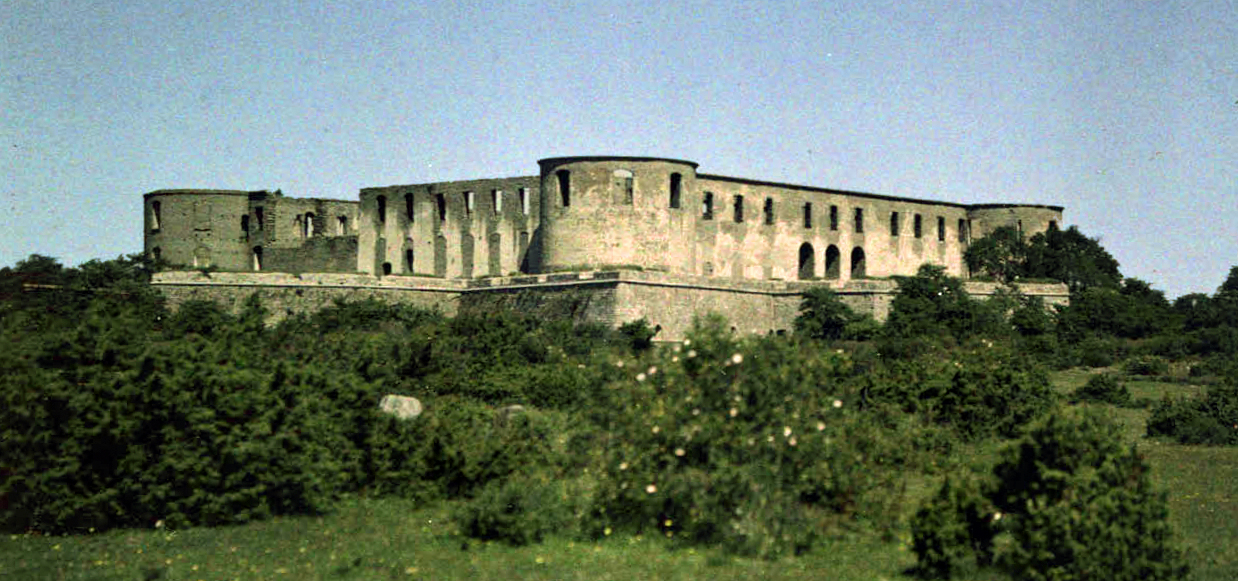
Autokromfotografi av slottet från 1900-1925

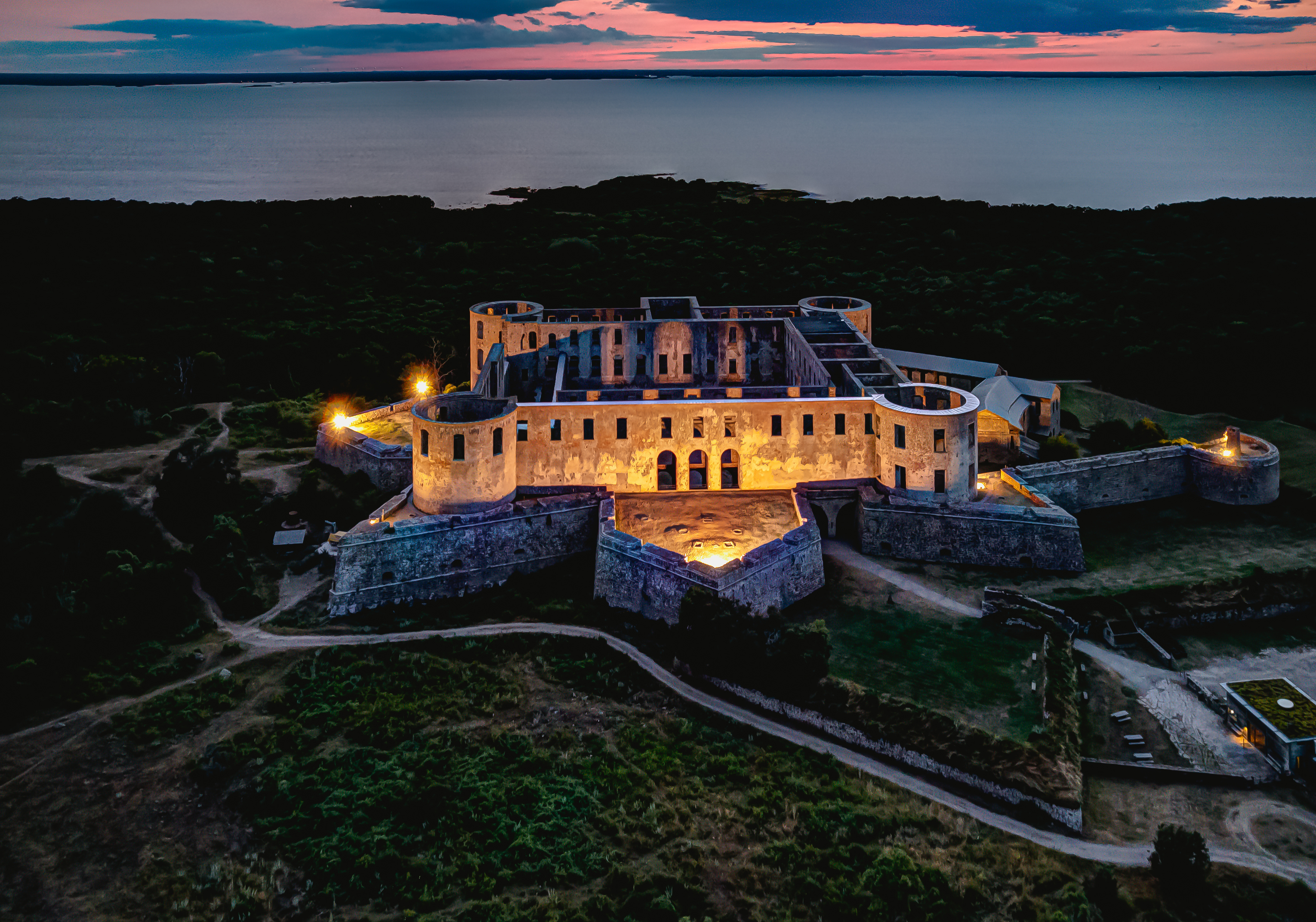
Ruinen i kvällsljus

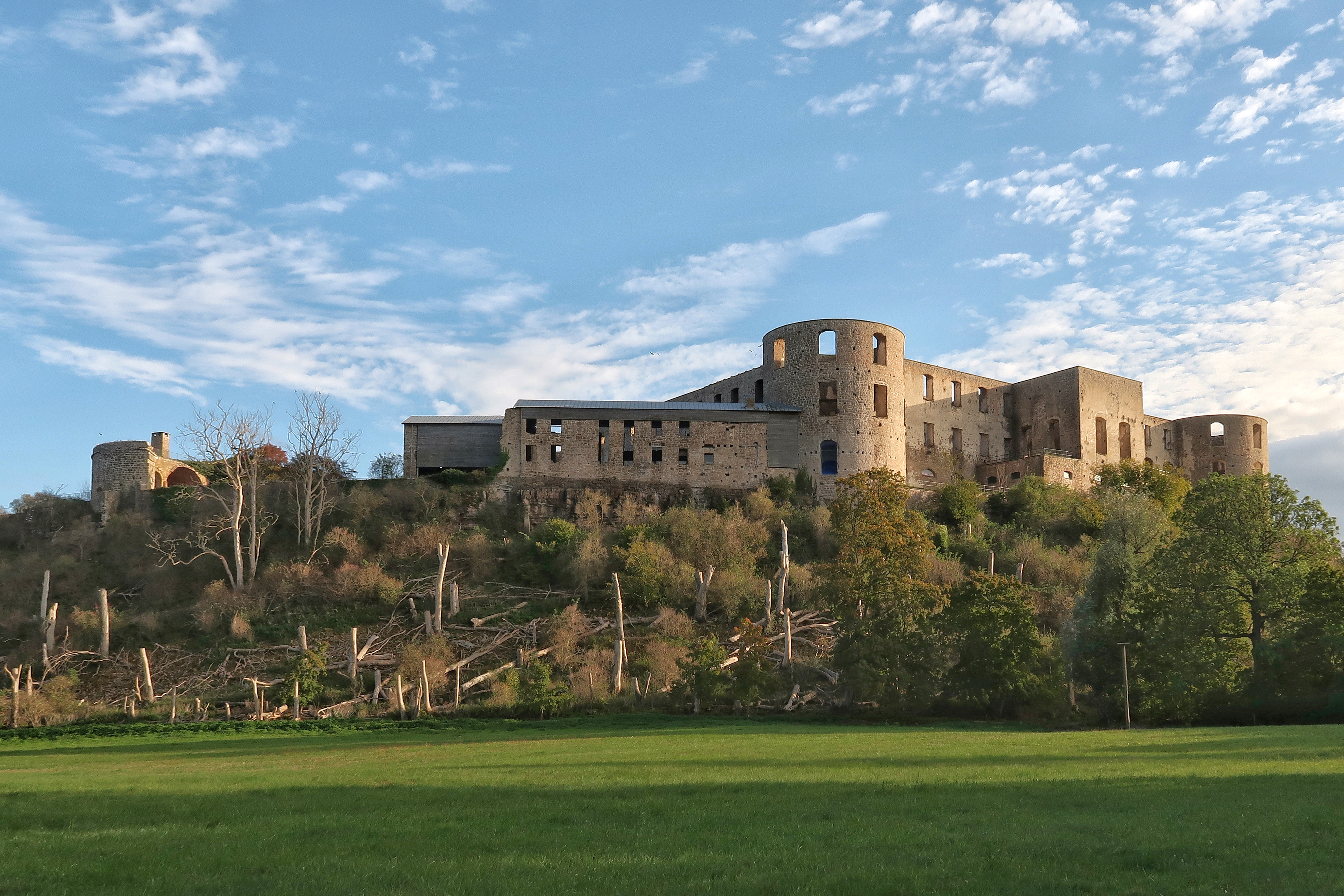
Borgholms slottsruin sett från Borga hage.

Borgholms slottsruin är en ruin utanför Borgholm på Öland. Ruinen är en av Ölands största turistattraktioner, med bland annat riddarskolor, olika guidningar och utställningar.

## Historik
I slutet av 1100-talet byggdes ett mäktigt torn, en kastal, som snart omgärdades av en ringmur. Borgen byggdes under 1200-talets senare del och torde ha stått klar 1281. Betydelsen av Borgholms slott och Öland bör ses militärt, längs sjövägarna mellan norr och söder, med tanke på dess ställning mitt emot Kalmar, som under unionstiden fungerade som en viktig mötesplats för riksrådsmedlemmarna från de tre nordiska riken och också tack vare närheten till Gotland, en annan strategisk plats värd att kontrollera i Östersjön.
Under krigen mellan Sverige och Danmark förstördes slottet i början av 1500-talet och upprustades inte förrän under Johan III:s regeringstid.
Från 1572 var först Johan Baptista Pahr och sedan dennes bror Dominicus byggmästare på slottet, som då blev en av Sveriges första bastionsfästningar. Arbetena på slottet upphörde dock 1593, på hertig Karls befallning, men 1602 började försvarsverken förstärkas, och härmed fortsattes till Kalmarkrigets utbrott. Den 8 augusti 1611 inneslöts slottet av danskarna, och redan följande dag uppgavs det av sin befälhavare, Johan Månsson, men den 27 september 1611 kringrändes det av Gustaf Adolf, som dock inte förrän den 7 oktober lyckades förmå den danske befälhavaren Kristen Hansen att kapitulera. Den 2 juni 1612 kom danskarna tillbaka och efter nio dagars beskjutning uppgavs slottet av Peder Mikaelsson Hammarskjöld till Gert Rantzau.
Efter freden i Knäred 1613 återlämnades det i utplundrat och illa medfaret tillstånd, så att reparationsarbeten måste påbörjas. Dessa avbröts dock efter ett tiotal år. Ett mindre jordverk byggdes dock 1643, och från 1651, då Öland förlänats åt Karl Gustav, fortsattes slottsbyggnaden under ledning av Nicodemus Tessin den äldre. När krig med Danmark återigen bröt ut, var Borgholms slott så pass befäst, att kapten Henrik Julius Heideman kunde försvara det mot danskarna, vilka den 17 augusti försökte en stormning. Följande dag undsattes slottet av amiral Wachtmeister, som fördrev danskarna.
Byggnadsarbetena avstannade efter Karl X Gustavs död 1660. De återupptogs 1681 men nedlades snart igen. Slottet blev därför aldrig fullbordat enligt Tessins plan, och Erik Dahlberghs ståtliga teckning i Suecia antiqua et hodierna är sålunda oriktig. Så småningom förföll även den färdiga delen av borgen. I de sista användbara lokalerna fanns mot slutet bland annat skola och textilfärgning.  Den 14 oktober 1806 fullbordade en vådeld förstörelseverket.

## Ägarlängd
(Årtal anger när brev har utfärdats på Borgholm)
1. Magnus Ladulås 1285
2. 1307 tillfaller Borgholm och hela Öland kung Birger Magnusson när han ingår förlikning med sina bröder.
3. Hertig Valdemar Magnusson av Sverige flyttade in 1316 med sin norskfödda fru prinsessan Ingeborg Eriksdotter av Norge. Efter Nyköpings gästabud då Valdemar och Erik dödades bodde Ingeborg kvar på Borgholms Slott till sin död 1356.[2]
4. Hertiginnan Ingeborg utfärdar brev 1345 och 1346
5. Albrekt av Mecklenburg 1367
6. Erik av Pommern 1412, 1414
7. Nils Jönsson Oxenstierna, jämte svågern Magnus Gren 1436, som ensam innehade slottslänet till juli 1440. I februari 1440 började Karl Knutsson belägra Borgholm, som Gren innehade, och i juli samma år måste slottet kapitulera. Riksrådet bekräftade Karl Knutsson oktober 1440 slottet och länet för ialt 20 000 mark, ett belopp som 1441 blev ökat till 40 000 mark. Gren namnes igen som hövitsman på Borgholm senast oktober 1457, till 30 mars 1472.
8. Erik Eriksen (den äldre) Gyldenstierne, erhöll 1446 Borgholms slott med Öland i förläning i samband med att han samma år blev gift med den blivande kung Kark Knutssons dotter Kristina Karlsdotter (Bonde) och skulle överflytta till Sverige. Hans familj var ursprungligen från Jylland i Danmark, men blev stamfader till den svenska släkten Gyllenstierna.
9. Karl Knutsson (Bonde) gav 1449 Borgholm med Öland till Magnus Gren på livstid. År 1448 satt Karl Knutsson, vald till Sveriges konung efter unionskungen Kristofers död, på Borgholm med sina styrkor, och i juli skickade han Gren med 2 000 man till Gotland för att belägra Visby och Visborg, där Erik av Pommern satt. Ön och Visby erövrades och i slutändan kom de överens. Erik skulle överlämna Visborg i utbyte mot Borgholm och Öland, vilket län - som var Karl Knutssons pantlän - Erik skulle hålla till Karls och svenska kronans hand. I början av 1449 sände Karl Knutsson ånyo Gren till Gotland med trupper, men Erik av Pommern lyckades få undsättning av en dansk flotta med Oluf Axelsen Thott som amiral, och lämnade Gotland. 1456 deltog Oluf Axelsen i en belägring av Borgholm, och vid övertagande av slottet i oktober samma år bortfördes Erik Eriksen Gyldenstierne d.ä. i dansk fångenskap.
10. Sten Sture den äldre 1474, 1478, 1490, 1491
11. Ivar Axellson Thott förlänad 1483 till 1487, fick det, tillsammans med Raseborgs slott och län m.m., i utbyte mot överlämnande av sina finska slott Tavastehus, Viborg och St. Olafsborg. 1487 sändes Erik Eriksen Gyldenstierne d.ä. jämte fyra andra adelsmän av Sten Sture som gisslan till Ivar Axelsson vid underhandlingarna på Öland kort före det stora angreppet mot denne. Borgholm blev belägrad av Sten Sture, men Ivar Axelsson rymde och lämnade Borgholms försvar till sin fru, Magdalena Karlsdotter Bonde. Vid ett möte på Ölands norra udde enades Sten Sture och Kung Hans, att Ivar Axellson skulle lämna Borgholms slott, med rätten för honom och hans fru att först bortföra all personlig egendom.
12. Arvid Birgesson Trolle fick det 1487 efter att han förlorade Nyköpings slott. Trolle var gift med Beate Ivarsdatter Thott, dotter til Borgholms tidigare länsherre från sitt första äktenskap med Margrethe Poulsdatter Laxmand.
13. Erik Abrahamsson (Leijonhufvud) deltog 1510 i Borgholms belägring med Linköping biskopen Hemming Gadh. Borgholms danske befälhavare, Knud Rud, måste överlämna Borgholm och ön till svenskarna efter en 18 veckors belägring.
14. Sten Sture den yngre 1513
15. Staffan Weberstein fick 1519 ön i förläning. Han blev sedan avsatt och halshuggen.
16. Søren Norby erövrade fästningen Borgholm 1519 och beviljades av Kristian II därefter ön som län. Redan år 1517 blev Norby utnämnd till amiral över den danska flottan och samtidigt länsman på Visborg på Gotland på livstid. I början av 1519 beordrades Norby att belägga och ockupera Borgholm, och trots att den danska styrkan inte var överväldigande stor, lyckades den övertyga svenskarna att ge sig. Men ett efterföljande danskt försök att erövra Kalmar måste överges efter två nederlag mot stadens svenska styrkor. Ett svenskt försök att återuppta Borgholm hösten 1519 avvärjdes emellertid av Norbys styrkor. Trots Sten Stures död i januari 1520, lyckades Søren Norbys styrkor först efter en lång belägring erövra Kalmar under sommaren. 1522 inledde med en attack från det svenska upproret mot Kalmar, men drevs på flykten av en numeriskt överlägsen styrka. Norby gick vidare till Stockholms undsättning (i Kristians händer), som lyckades, och sedan seglade han till Finland för att stoppa upproret som bröt ut där. Inom tre veckor hade Norby återfått kontrollen över stora delar av Finland. Men samma år var de svenska trupperna tillbaka och började belägra Kalmar samtidigt som de försökte få kontroll över omgivande och närliggande områden, och sommaren 1522 fick de med hjälp av svensksinnade bönder kontroll över Öland. De danska styrkorna "fängslades" på fästningen Borgholm. Det svenska upproret lett av Gustav Vasa fortsatte, i slutet av maj 1523 föll Kalmar, i början av juli kapitulerade Kalmar slott. Näst var Borgholm och Öland.
17. Arvid Gustafsson Westgöthe 1523. Efter erövringen av Kalmar blev han fogde över Kalmar och Öland.
18. Katarina av Sachsen-Lauenburg fick 1531 Öland som en morgongåva.
19. Nils Dacke stormade 1542 Borgholm, och mördade befallningsmännen Jöns Nilsson och Jacob Andersson, samt Lagmannen Johan Kyle; året efter förklarade han hela ön skattefri.
20. hertig Erik (senare Erik XIV) skriver brev 1558.
21. Johan Månsson Ulfsparre 1610 kommendant (ståthållare) på Borgholm slott över Öland.
22. Christian IV erövrade i augusti 1611 ön med en överlägsen styrka och mottog trohetsed från invånarna, men i september kom den dåvarande hertig Gustav Adoph med 2000 man om natten och övertog ön, lät beskjuta slottet och erövrade den i början av oktober.
23. Peder Mikaelsson Hammarskjöld 1611 ståthållare på Borgholm slott och Öland. Lyckades två gånger omintetgöra danska försök att bemäktiga sig ön (feb. 1612), men måste i juni 1612, sedan fienden ledd av Gert Rantzau nedskjutit befästningarna, ge upp slottet och ön. Med freden i Knäred som slöts i jan. 1613 återvände Öland till Sverige. Var 1622 igen överste över Borgholm och Öland, lämnade samma år sistnämnda befattning, men återfick en kort tid 1627 samma befattning.

## Arkeologi
Arkeologer har vid flera tillfällen grävt runt slottet (1929, 1938–1939, 1963, 1972, 1973, 1974–1978, 1988 och 2004), och under de senaste åren har ett EU-projekt startat där man ska skapa ett "framtidens slott", man kommer också göra fler förundersökningar med projektet. Projektet leds bland annat av Borgholms kommun, Statens Fastighetsverk och Regionförbundet i Kalmar län.

## Konserter
På Borgholms slottsruin hålls konserter med många populära artister. Ett urval:
- Den 29 juni 1981:Ebba Grön.
- Mellan 1986 och 1992 höll Björn Skifs med gäster ett antal konserter på borggården under rubriken Badrock.[5]
- Sommaren 2000: Orup, Tom Jones, Stefan & Krister, Marie Fredriksson, Rhapsody in Rock, Ulf Lundell, Smokie samt Jan Malmsjö och söner.
- Sommaren 2001: Bob Dylan, Magnus Uggla, The Ark, Håkan Hellström, Tomas Ledin, Ulf Lundell och The Beach Boys.
- Sommaren 2005: Lars Winnerbäck, Grease, Lena Philipsson, Magnus Uggla, Darin och Ulf Lundell.
- Sommaren 2007: Martin Stenmarck, Nanne Grönvall, Nisse Hellberg, The Refreshments, Marie Lindberg, Markus Fagervall, The Ark, Bo Kaspers Orkester, Sahara Hotnights, Tobbe Trollkarl, Mora Träsk och Doris & Knäckebröderna.
- Sommaren 2014: Nationalteatern, Timbuktu, Bo Kaspers Orkester, Sweet, Slade, Smokie, Sabaton, Raubtier och D-A-D
- Sommaren 2018: Festivalen Borgholm brinner med bland andra In Flames, Dark Tranquility Satyricon, Danko Jones, Raised Fist och Refused.